# Pigernes Jenser
Pigernes Jenser eller Soldatens glade Liv er en dansk stum komediefilm fra 1912 produceret af Filmfabrikken Skandinavien. Filmens instruktør er ukendt.
Filmen havde dansk premiere den 5. september 1912 i Filmfabrikkens egen biograf Biorama.

## Handling
Den adstadige assistent Petersen bor til leje hos to ælde damer. Han får besøg af tre gamle soldaterkammarater, der er ganske højlydte. Petersen lover damerne, at de nok skal forholde sig i ro, og damerne forlader lejligheden. Herefter er skifter de fire soldaterkammarater tøj til deres uniformer, og efterlader et frygteligt rod. Herefter går de på Alleenberg, hvor de møder de tre kvnder som de går på varieté med, hvor de møder yderligere en kvinde. De går tilbage til Petersens værelse, hvor det animerede selskab vækker de to ældre damer, der smider selskabet ud. De fire soldaterkammarater skal nu hver især følge deres kvinde hjem, og meget går galt på hjemturen. Men da de fire mødes igen, er de enige om, at det har været en storartet aften.

## Medvirkende
- Aage Brandt	som Nr. 47, assistent Petersen
- Johan Jensen som Nr. 48, proprietær Jensen
- Jørgen Lund som Nr. 49, slagter Hansen
- Johannes Kilian som Nr. 50, skomager Nokkebølle
- Vera Brechling som Olga, munter dame
- Emma Christiansen som Anastasia, sangerinde
- Mette Andersen som Svedserikke Eskesen, 47.'s værtinde
- Kai Rasmussen	som Glochenmeyer
- Solborg Fjeldsøe som Glochenmeyers forlovede
- Kate Fabian	Rikke, munter dame
- Bertha Lindgren som Malene, munter dame
- Elisabeth Christensen som Svuppeline Eskesen, 47's værtinde
- Vilhelm Møller som 1. betjent
- Jørgen Lindendahl som 2. betjent